# Dysdera caeca
Dysdera caeca är en spindelart som beskrevs av Ignacio Ribera 1993. Dysdera caeca ingår i släktet Dysdera och familjen ringögonspindlar.
Artens utbredningsområde är Marocko. Inga underarter finns listade i Catalogue of Life.